# (9780) Bandersnatch
(9780) Bandersnatch ist ein Asteroid des Hauptgürtels, der am 25. September 1994 von den japanischen Astronomen Yoshisada Shimizu und Takeshi Urata am Nachi-Katsuura-Observatorium (IAU-Code 905) in der Präfektur Wakayama entdeckt wurde.
Der Asteroid wurde nach der mysteriösen Figur des Bandersnatch aus dem Gedicht Jabberwocky benannt, das aus der Erzählung Alice hinter den Spiegeln des britischen Schriftstellers Lewis Carroll stammt.